# Procolax apulana
Procolax apulana är en fjärilsart som beskrevs av William Schaus 1910. Procolax apulana ingår i släktet Procolax och familjen tandspinnare. Inga underarter finns listade i Catalogue of Life.